# Neodythemis trinervulata
Neodythemis trinervulata is een libellensoort uit de familie van de korenbouten (Libellulidae), onderorde echte libellen (Anisoptera).
De wetenschappelijke naam Neodythemis trinervulata is voor het eerst geldig gepubliceerd in 1902 door Martin.